# 董賢

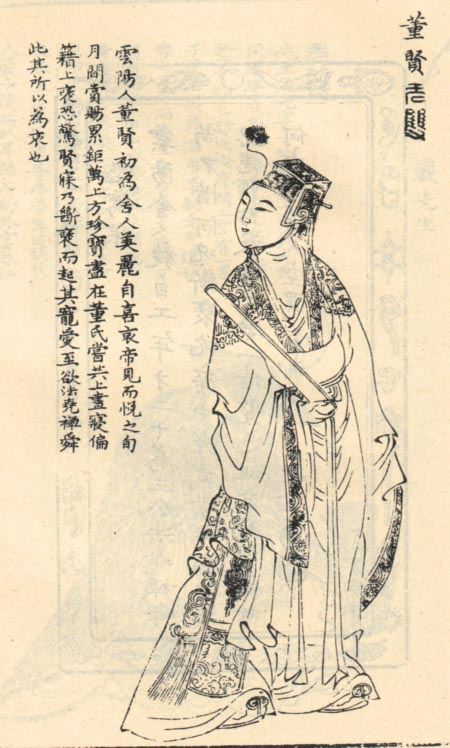
董賢

董 賢（とう けん、前23年 - 前1年）は、その眉目秀麗なる容姿から前漢の哀帝の寵愛を受けた官人。哀帝の死後は権勢を失い自殺に追い込まれた。字は聖卿。
父は董恭、弟は董寛信、妹に董氏（董昭儀）がいる。
男色の別称のひとつとなった「断袖」（だんしゅう）の故事の由来となった人物でもある。

## 生涯

### 「断袖」の故事
董賢は、左馮翊雲陽県の出身であり、御史であった董恭の子として生まれた。当初は太子舎人となったが、綏和2年（前7年）の哀帝即位後は太子（当時の哀帝）に仕える官職から、（哀帝に仕える）郎へと遷った。それから、二年余り、郎として哀帝に仕え続けた。董賢は生来の美貌で自分でも得意としていた。
建平2年（前5年）、董賢は現在の時刻を知らせるべく哀帝と謁見した。哀帝は董賢の美貌が優れているのを見ると「これが、舎人の董賢か？」と声を掛けた。哀帝は、董賢を引き上げて殿上でともに語り合い、黄門郎に抜擢し、これより哀帝から寵愛されることとなった。話しているうちに、董賢の父の董恭が雲中侯であることを知ると、その日に、覇陵県令に任じられ、やがて、光禄大夫に転任した。
哀帝の董賢に対する寵愛は日々はげしくなり、董賢は駙馬都尉・侍中に任じられた。哀帝が外出する時は、馬車に同乗し、宮廷にいる時は左右にはべった。十か月の間に、与えられた恩賞は巨万となり、その尊貴は朝廷を震駭させた。
董賢はいつも哀帝とともに寝起きをした。ある日のこと、共に昼寝をしていた二人のうち哀帝が先に目を覚ましたが、横には自分の衣の大きな袖の上に董賢がまだ、すやすやと眠っていた。ここで自分が立ち上がろうとすれば董賢を起さざるを得ないが、それはいかにも忍びないと感じた哀帝は、人に命じて董賢が横たわっていた方の袖を切り落とさせた。この故事が男色の別称のひとつである「断袖」（だんしゅう）の由来である。
董賢は、柔和な性格で、人の意を迎え、人に媚びることが得意で、みずからの立場を守った。洗沐の休暇をもらった時も、宮廷から外出することはなく、宮廷にとどまって、医薬のことを調べていた。

### 哀帝からの深い寵愛
建平3年（前4年）頃、哀帝は董賢が家に帰るのをいやがり、詔を行い、董賢の妻を殿中に入れるようにして、董賢の宿舎に泊まれるようにした。哀帝は、董賢の妹を皇后に次ぐ地位にあたる（側室の筆頭である）昭儀とした。董賢夫妻と董昭儀（董賢の妹）は朝夕に宮廷に出入りし、哀帝の左右に、はべるようになった。董賢夫妻と董昭儀に与えられた哀帝からの賞賜は、それぞれ、大変な額となった。
董賢の父の董恭は、少府に任じられ、関内侯の爵位と食邑を賜った。董恭は、さらに、衛尉へと転任した。董賢の妻の父も将作大匠に任じ、弟（董寛信？）も執金吾に任じられた。
哀帝は、董賢の大豪邸を北門の近くに造営させ、董賢の僮僕までが皆、哀帝からのたまわりものを受け、それは武器庫の近衛兵や珍宝まで及んだ。その中でも選ばれた上物は、董氏のものとなり、乗輿の飾り物も哀帝のものの写しであった。様々なものが董賢に与えられ、（哀帝が入る墓となる）義陵に近くに、董賢の墓をつくり、それは盛大なものであった。
この頃、（3年を猶予の期限としていた）富裕層が所有できる名田（私田）や奴婢の数を制限する「限田法」の実施が迫ったが、外戚にあたる（哀帝の実祖母の一族である）傅氏や（哀帝の実母の一族である）丁氏の一族とともに、董賢が反対をしたため、哀帝は、詔を下して、しばらく実施を延期したが、最終的に実施することはなかった。

### 大臣たちからの糾弾
哀帝は董賢を列侯に封じたいと思ったが、そのきっかけがなかった。するとちょうど待詔の孫寵と息夫躬らにより、東平王劉雲（宣帝の四男の劉宇の子）、劉雲の后である謁が呪詛を行っているとの告発を行ったため、調べたところ全て罪があった。哀帝は孫寵と息夫躬に命じて、この告発を董賢が行ったこととし、その功績を以て列侯に封じようとした。建平4年（前3年）3月、董賢は哀帝によって高安侯に任じられ、食邑千戸が与えられた。
冬、廷尉の梁相らが東平王劉雲の無実と供述の偽造を疑い、審議のやり直しを朝廷に奏請した。尚書令の鞫譚と僕射の宗伯鳳は、これを許可した方がいいとした。しかし、哀帝は、自身が病床にあり、三人は（哀帝が死去するかもしれないという）形勢を見て動いたもので、朝廷にあだなすものを憎む意思がないとして、勅命を出して、梁相・鞫譚・宗伯鳳を全て罷免して、庶人とした。
元寿元年（前2年）正月、哀帝の実祖母の皇太太后傅氏が死去する。
丞相の王嘉は東平王劉雲の事件は冤罪であることを疑い、告発した息夫躬や孫寵の罪を憎んでいた。大赦が行われ、王嘉は先に、東平王劉雲の再審議の件で罷免された梁相・鞫譚・宗伯鳳の三人について、「朝廷のために罷免されたことを惜しむ」旨の奏上を行う。哀帝は心中、王嘉に対して、怒りをおぼえた。
その二十数日後、哀帝は皇太太后の傅氏の遺詔にかこつけて、董賢に二千戸を増し封じる詔を出す。この時、詔の発布を命じられた丞相の王嘉はその詔を返上し、「爵位や土地の贈与は慎重に行わねばありません。董賢は地位と財産を与えられて寵愛されていますが、佞幸の臣です」と上奏しこの詔を諫めた。すると哀帝ははじめて表立って王嘉に怒りを発し、王嘉を呼び出して激しく詰問し、王嘉は謝罪した。
哀帝が王嘉の罪の議論を朝廷に下げ渡すと、光禄大夫の龔勝だけは弁護したが、光禄大夫の孔光・左将軍の公孫禄・右将軍の王安・光禄勲の馬宮は罰することを主張した。哀帝は王嘉を罰することにした。しかし、王嘉は毒薬をもらって自害せようとせず、自ら廷尉のところに行き、審議を求めた。
哀帝はこれを聞いて怒り、将軍以下の官吏たちに裁かせた。王嘉は「宰相の位に備わることができたのに、賢人を推薦し、不肖を退けることができず、これこそが国家に背くことであり、死んでも責めをつぐないきれない」と語った。官吏たちは賢人と不肖の主の名を問うと、王嘉は「賢人とは孔光と何武であり、彼らを推挙することができなかった。また、悪人は董賢父子（董恭と董賢）であり、悪しき佞臣で朝廷を乱したが、これを退けられなかった。この罪は死罪に該当し、死んでも恨むことではない」と語った。3月に、王嘉は牢獄に繋がれて絶食し、血を吐いて死んだ。
9月、大司馬・票騎将軍の丁明（哀帝の実母の丁姫の兄）は董賢を嫌っており、また丞相の王嘉の死をとてもあわれんでいた。哀帝は、董賢をさらに重用して、位を極めさせたいと考えており、このことで丁明を恨んでいた。哀帝は、丁明が東平王劉雲たちの事件を未然に防がず、彼らが無実だと吹聴し、また王嘉と私的に交際していたことを理由に罷免した。

### 大司馬就任
董賢は、哀帝によって、大司馬・衛将軍に任じられた。董賢は哀帝によって、「允執其中（全てをすべるように）」という『論語』において、帝王であった堯が舜に帝位を譲ろうとした時の堯の言葉まで引用されてまで、任用された。これにより、哀帝は董賢に対して、帝位を禅譲する意思があるのではないかとまで考えられた。
董賢はこの時、22歳であり、三公（の一つである大司馬）となったが、常に宮廷で給事し、尚書のことを統べ、百官は董賢を通じて哀帝に奏上した。父の董恭も光禄大夫となり、秩禄は、中二千石となった。弟の董寛信は董賢に代わって駙馬都尉となり、董氏の親族は皆、侍中や諸曹や奉朝請となり、その寵愛は哀帝の実母の一族である丁氏、実祖母の一族である傅氏を上回るものであった。
元寿2年（前1年）、正月、匈奴の単于である大昆弥が来朝した。哀帝はこれを歓迎して宴を開き、群臣たちも同席した。大昆弥は（大司馬の）董賢の年が若いことを不思議に思って通訳に質問すると、哀帝は通訳を通して「大司馬（董賢）は大賢人であるから、その若さでありながらこの地位にいるのである」と答えた。大昆弥は立ち上がって拝礼し、漢王朝がすぐれた臣下を得たことを祝賀した。
かつて、丞相の孔光が御史大夫であった時、董賢の父の董恭は御史として仕えていた。董賢が大司馬となり、孔光と並んで三公となった。董賢は哀帝に命じられて、個人的に孔光の屋敷を訪ねることとなった。孔光は、哀帝が董賢を寵愛し、貴びたいことを知っていたため、董賢が来訪すると聞いて、恭しい謹厳な態度で出迎えた。孔光の送迎は慎み深く、あえて董賢と対等な礼はとろうとはしなかった。董賢が帰って報告すると、哀帝は喜んで、すぐに孔光の兄の子二人を諫大夫常侍に任じた。これによって、董賢は哀帝と権力を等しくするほどになったと伝えられる。

### 禅譲の議論
董賢の父の董恭は、子の董寛信（董賢の弟）と当時の能吏であった蕭咸の娘との婚姻を、王閎の妻の父である中郎将の蕭咸に申し込んだ。蕭咸はこれを断りたいと考え、娘の夫である中常侍の王閎に相談した。蕭咸は、哀帝が董賢の大司馬就任の詔に「允執其中（全てをすべるように）」という言葉があり、哀帝が董賢への帝位の禅譲を考えており、巻き込まれるのではないかと、恐れていた。蕭咸に婚姻の話を断られた董恭は、「我が家はどうして天下に背かれて、人にここまで恐れられるのか？」と嘆いたという。
哀帝が、麒麟殿で酒宴を行った時、董恭・董賢父子ら親族も宴会に参加した。この時酩酊していた哀帝は、董賢に対し笑って「私は、堯が舜に禅譲したことに見習おうと思うが、どうじゃ？」と語り掛けた。しかしこれを見た王閎は「天下は高皇帝（劉邦）のものであり、陛下（哀帝）が有しているわけではありません。陛下は宗廟を受け継がれ、ご子孫にいつまでも継がれるべきです。統治の業はとても重いのです。天子が、亡国の戯言を申してはなりません」と哀帝を諫めた。哀帝は黙り、不機嫌となり、左右はみな恐れた。そこで、王閎は宴会から、追い出され、二度と宴会に呼ばれることはなかった。
現代の日本の中国史学者である渡邉義浩は、「天下は、天が生み出した民が住むためのものであり、天子は、自治能力のない民に代わって天が有徳の人物に統治を委託したものである。したがって、無道な天子は、天により除かれ、夏・殷・周と王朝は交代した。天下は、天子のものであり、皇帝一人のものではない、というのである。哀帝が董賢に対して、「朕は堯にならって舜に禅譲しようと思う」と述べたのは、成帝期から哀帝期にかけて、こうした言説が上奏文として周知されていたためである」としている。

### 哀帝の死とともに
それから数か月して、同年6月27日、哀帝が死去した。董賢は哀帝の死に臨んで、哀帝から「みだりに人に与えてはいけない」と言い残され、皇帝璽綬を託された。哀帝は後継を指名していなかったため、漢王朝には君主がおらず、宮廷の内外の人々は、（先行きが見えない状況や董賢の考えが分からないことに）恐慌をきたした。この時、王閎が太皇太后の王政君に董賢から皇帝璽綬を奪うことを願い、その許しを得て、未央宮の宣德殿に入っていた。王閎は「君主（哀帝）が亡くなられ、国に後継ぎがまだ立っていないのに、あなたは深い重い恩を（哀帝から）受けていたのに、ただ、伏して泣くだけでないか。どうして、皇帝璽綬を長く持って、災いが来るのを待っているのか！」と董賢を叱り飛ばし、董賢は王閎が命を賭す覚悟であることを知り、あえて拒もうとせず、ひざまずいて、皇帝璽綬を渡した。王閎は王政君のところに皇帝璽綬を持ち帰った。宮廷では王閎の勇気と決断力を称えた。
いまだ大司馬であった董賢は、王政君に召されて、東廂で引見する。董賢は、哀帝の葬儀の調度のことを問われたが、董賢は内心の心配で答えることができず、冠をぬいで謝罪するだけであった。王政君は「新都侯王莽は以前、大司馬として先帝（成帝）の葬儀を行っています。彼は故事に通暁しているのであなたの補佐に王莽を命じましょう」と語った。董賢は、頭を下げて、幸甚であると礼を言った。
王政君は使者をつかわして王莽を召し出した。王莽は王政君の意向に従い、尚書を通じて、董賢が哀帝が病気中に自ら医薬を進めなかったことを弾劾させた。董賢は、宮殿や司馬の役所の中に入ることが禁じられた。董賢はどうすればいいのか分からず、宮廷の門に至り、冠を脱ぎ、裸足になって謝罪した。
王莽は謁者に命じて、「しばらく陰陽が不調であり、災害が立て続けに起こり、民は被害を受けている。三公は、皇帝を（三本ある）鼎の足のように助けるのが役目なのに、高安侯董賢はいまだ物事が分かっていないながらに大司馬に任じられ、みなの心にあわないため、折衝を行い、遠くを安んじることができるはずもない。大司馬の印綬を返して辞任して、屋敷に帰るように」との太皇太后である王政君の詔を、宮廷の門にいる董賢に伝えさせた。
その日、董賢とその妻は自害する。董賢の家では、恐れおののき、夜に董賢夫妻の埋葬を行った。

### 死後の仕打ち
董賢の自害を聞いた王莽は彼が死を偽ったことを疑い、役人に命じて、董賢の棺を暴かせ、監獄でその死体を観させることにした。
王莽は、また、大司徒の孔光を通して「董賢は、巧みに人にへつらう性質で、ずる賢く列侯に封じられ、父子とともに朝廷を専横し、兄弟で寵愛を受け、多くの賞賜をうけ、大豪邸に住み、広大な墓に住み、思い通りに行い、王者の制度と同様でした。その費用は億にも達し、そのため、国家の財は空しくなっています。父子ともに驕り、その罪悪はあばかれています。董賢は自害して、罪に伏しましたが、その死後も父の董恭は、過ちを悔い改めず、董賢を立派な棺を納めるなど至尊もこれほどではありません。幸運にも、董恭は誅殺をまぬがれましたが、中土の地にいるべきではありません。その地位と財産を没収し、董賢によって任じられたものをみな、罷免すべきです」と上奏させた。
これによって、董賢の父の董恭と弟の董寛信ら一族は合浦に流され、母親は故郷の鉅鹿に帰ることになった。長安中の小民が大騒ぎして、哭泣するふりして、豪邸に入り、物を盗もうとした。役人が董氏の財産を売ると、43億にもなった。董賢の死体は暴かれ、検視を受けた後、牢獄の中に埋められた。
董賢が厚遇していた役人であった沛の朱詡は自ら辞職して大司馬府を去ると、棺と衣を買って納めて、董賢の死体を葬った。王莽はこれを聞いて激怒して、他のことにかこつけて、朱詡を殴り殺させた。

## 故事
男色を意味する「断袖」という語は、董賢と一緒に寝ていた哀帝が、哀帝の衣の袖の上に寝ていた董賢を起こさないようにするため衣を切って起きた、という故事に基づく。

## 登場作品
：漫画
- しちみ楼『キンとケン １』、イースト・プレス、2021.3
- しちみ楼『キンとケン  2』、イースト・プレス、2021.5